# Liste der Studentenverbindungen in Straßburg
Die Liste der Studentenverbindungen in Straßburg führt die aktiven und ehemaligen Studentenverbindungen in Straßburg.

## Aktive Korporationen
| Name                                                             | Gründung           | Farben                                                            | Wappen | Zirkel | Verband | Fechtfrage     | Mitglieder | Anmerkungen |
| ---------------------------------------------------------------- | ------------------ | ----------------------------------------------------------------- | ------ | ------ | ------- | -------------- | ---------- | --- |
| Europäische Studentenverbindung Robert Schuman Argentorata (RSA) | 25. September 1992 | \| \| \| \| \| \| \| \| \| \| \| \| blau-gelb auf silbernem Grund |        |        | EKV     | nichtschlagend | gemischt   | Zunächst christliche Verbindung Alsatia, seit 1996 unter heutigem Namen. Seit 1993 im EKV. Seit 2006 gemischt. |
|                                                                  |                    |                                                                   |        |        |         |                |            | |
|                                                                  |                    |                                                                   |        |        |         |                |            | |
|                                                                  |                    |                                                                   |        |        |         |                |            | |
|                                                                  |                    |                                                                   |        |        |         |                |            | |
|                                                                  |                    |                                                                   |        |        |         |                |            | |
|                                                                  |                    |                                                                   |        |        |         |                |            | |

(f.f.) = farbenführend, (s.) = schwarz, ansonsten farbentragend
 Wenn keine Perkussion angegeben ist, ist sie unbekannt.

## Erloschene Korporationen
In den alten Verbindungen konnten nur Männer Mitglied werden, da das Frauenstudium in Straßburg erst 1908/09 eingeführt wurde.

### Liste der nach 1945 in Straßburg bestehenden Verbindungen
| Name                               | Gründung      | Farben                                     | Wappen | Zirkel | Verband      | Fechtfrage     | Anmerkungen |
| ---------------------------------- | ------------- | ------------------------------------------ | ------ | ------ | ------------ | -------------- | --- |
| Schwarzburgverbindung Wilhelmitana | November 1855 | \| \| \| \| \| \| \| \| \| \| rot-weiß-rot |        |        | verbandsfrei | nichtschlagend | Während des 1. Weltkrieges von war die Wilhelmitana von 1914 bis Juni 1919 vertagt. Mit Beginn des Westfeldzuges am 10.05.1940 gemeinsam mit Argentina und Alsatia verboten. Wiedergründung des Altherrenvereins in Straßburg 1956, Aufnahme der ersten Studenten 1964. 1967 übernahm der Hausverein der Wilhelmitana wieder das Verbindungshaus. Es gelang jedoch bis 1980 lediglich 45 Studenten zu gewinnen. Eine Aktivitas kam nie zustande. Der Altherrenverein wurde 1985 aufgelöst. |
|                                    |               |                                            |        |        |              |                | |
|                                    |               |                                            |        |        |              |                | |
|                                    |               |                                            |        |        |              |                | |
|                                    |               |                                            |        |        |              |                | |
|                                    |               |                                            |        |        |              |                | |

### Liste der zwischen 1914 und 1940 in Straßburg bestehenden Korporationen
|  |
|  |
|  |
|  |
|  |

|  |
|  |
|  |

|  |
|  |
|  |

|  |
|  |
|  |

|  |
|  |
|  |

|  |
|  |
|  |

(f.f.) = farbenführend, (s.) = schwarz, ansonsten farbentragend
 Wenn keine Perkussion angegeben ist, ist sie unbekannt.

### Liste der bis 1914 bestehenden Korporationen in Straßburg
|  |
|  |
|  |
|  |
|  |

|  |
|  |
|  |
|  |
|  |

|  |
|  |
|  |
|  |
|  |

|  |
|  |
|  |
|  |
|  |

|  |
|  |
|  |
|  |
|  |

|  |
|  |
|  |
|  |
|  |

|  |
|  |
|  |
|  |
|  |

|  |
|  |
|  |
|  |
|  |

|  |
|  |
|  |
|  |
|  |

|  |
|  |
|  |

|  |
|  |
|  |
|  |
|  |

|  |
|  |

|  |
|  |
|  |

|  |
|  |
|  |
|  |
|  |

|  |
|  |
|  |
|  |
|  |

|  |
|  |
|  |
|  |
|  |

|  |
|  |
|  |
|  |
|  |

|  |
|  |
|  |

|  |
|  |
|  |

|  |
|  |
|  |
|  |
|  |

|  |
|  |
|  |
|  |
|  |

|  |
|  |

|  |
|  |
|  |
|  |
|  |

|  |
|  |
|  |

|  |
|  |
|  |
|  |
|  |

|  |
|  |
|  |
|  |
|  |

|  |
|  |
|  |

|  |
|  |
|  |

|  |
|  |
|  |
|  |
|  |

|  |
|  |
|  |

|  |
|  |
|  |
|  |
|  |

|  |
|  |
|  |
|  |
|  |
|  |

|  |
|  |
|  |
|  |
|  |

(f.f.) = farbenführend, (s.) = schwarz, ansonsten farbentragend
 Wenn keine Perkussion angegeben ist, ist sie unbekannt.

### Liste der vor 1914 in Straßburg erloschen oder vertagten Korporationen
|  |
|  |
|  |

|  |
|  |
|  |

|  |
|  |
|  |

|  |
|  |
|  |

|  |
|  |
|  |

|  |
|  |
|  |

|  |
|  |
|  |

|  |
|  |
|  |

|  |
|  |
|  |
|  |
|  |

|  |
|  |
|  |

|  |
|  |
|  |

|  |
|  |
|  |

|  |
|  |
|  |

|  |
|  |
|  |

|  |
|  |
|  |

|  |
|  |
|  |

|  |
|  |
|  |
|  |
|  |

|  |
|  |
|  |

|  |
|  |
|  |
|  |

|  |
|  |
|  |

(f.f.) = farbenführend, (s.) = schwarz, ansonsten farbentragend
 Wenn keine Perkussion angegeben ist, ist sie unbekannt.